# Mary Russell Mitford
Mary Russell Mitford (* 16. Dezember 1787 in Alresford, City of Winchester; † 10. Januar 1855 in Swallowfield, Berkshire) war eine britische Schriftstellerin und Dramatikerin.

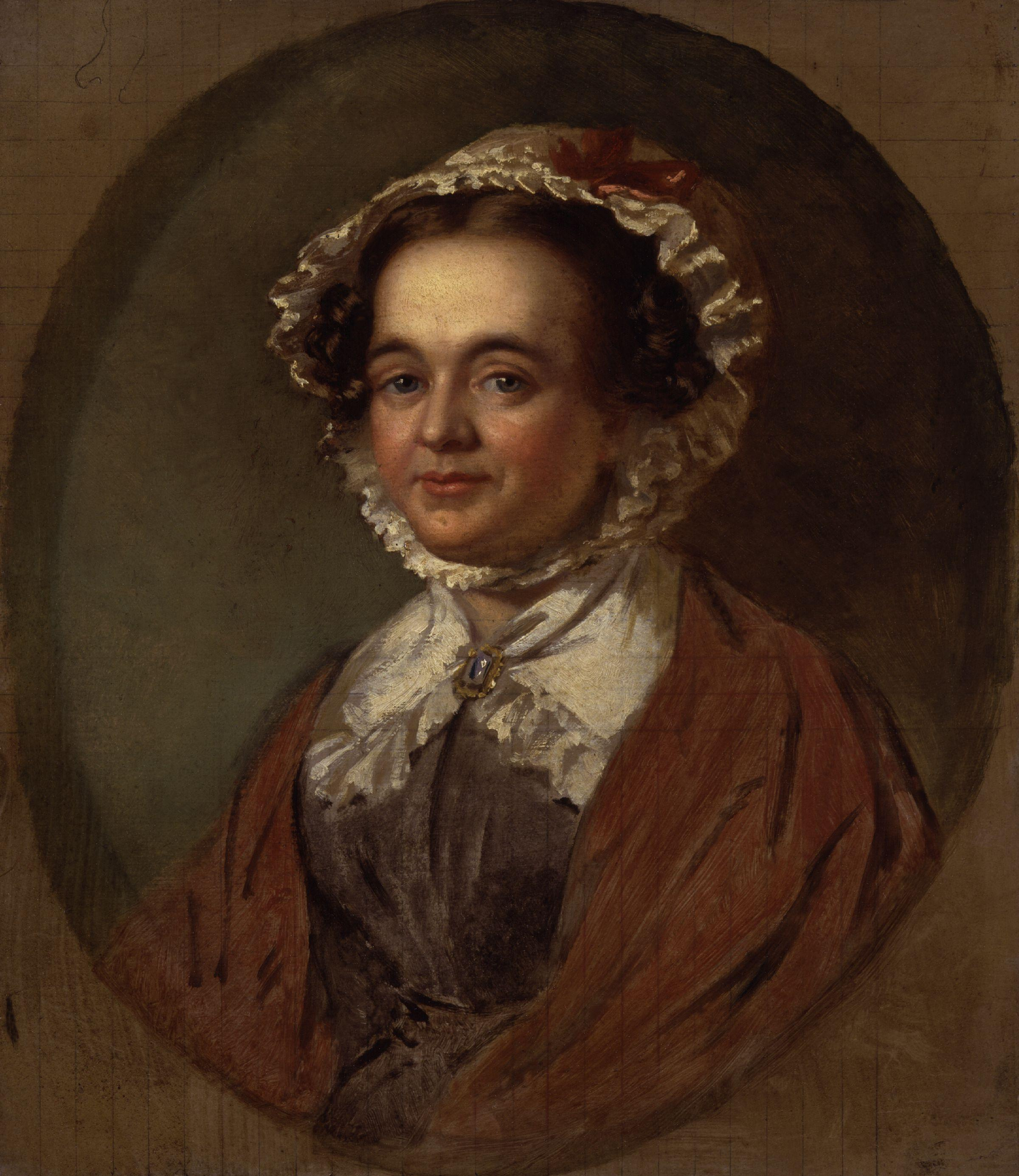
Mary Russell Mitford, Gemälde von Benjamin Robert Haydon, 1824

Mitford ist hauptsächlich bekannt für ihr Werk Our Village. Sketches of Rural Character and Scenery, eine Sammlung von 100 Kurzgeschichten. Die Geschichten wurden in den 1820er- und 1830er-Jahren veröffentlicht und handeln von den Menschen und dem Leben in dem Dorf Three Mile Cross in Berkshire, wo Mary Russell Mitford lebte.

## Werke
- 1810: Miscellaneous Poems
- 1811: Christina, the Maid of the South Seas
- 1812: Watlington Hill
- 1812: Blanch of Castile
- 1813: Narrative Poems on the Female Character
- 1823: Julian: A tragedy
- 1824–1832: Our Village (Teil 1: 1824, Teil 2: 1826, Teil 3: 1828, Teil 4: 1830, Teil 5: 1832)
- 1826: Foscari: A tragedy
- 1827: Dramatic Scenes, Sonnets, and other Poems
- 1828: Rienzi: A tragedy
- 1831: Mary Queen of Scots
- 1834: Charles the First: An historical tragedy
- 1837: Country Stories
- 1854: Atherton, and Other Tales